# 克里文克
49°0′15″N 26°6′35″E / 49.00417°N 26.10972°E
克里文克（烏克蘭語：Кривеньке），是烏克蘭的村落，位於該國西部捷爾諾波爾州，由喬爾特基夫區負責管轄，始建於1710年，面積1.05平方公里，2014年人口393，人口密度每平方公里504.3人。